# 曲家
曲家（越南语：／?；905年—930年）是10世纪初在今越南北部建立政权的家族。
618年唐朝建立后，承袭前代在交趾建立了12个州、59个县。679年，又设置安南都护府管理羁縻州，唐末又设静海军节度使。905年，曲承裕开始效仿内地藩镇，割据交趾。906年曲承裕获唐朝认可，授予静海军节度使。节度使建衙宋平县（今越南河内）。930年（南汉大有三年），南汉皇帝劉龑遣将李守鄘、梁克贞攻交趾，擒曲承美。931年，曲氏旧将杨廷艺将南汉驱逐，继续割据。

## 曲家领袖
| 稱號   | 姓名            | 在位時間    |
| ------ | --------------- | ----------- |
| 曲先主 | 曲承裕          | 905年—907年 |
| 曲中主 | 曲顥 （曲承顥） | 907年—917年 |
| 曲後主 | 曲承美          | 917年—930年 |